# 赫梅利夫卡 (戈羅多克區)
49°18′33″N 26°37′45″E / 49.30917°N 26.62917°E
赫梅利夫卡（烏克蘭語：Хмелівка）是位於烏克蘭西部的村莊，由赫梅利尼茨基州裡赫梅利尼茨基區的霍羅多克市鎮負責管轄。該村面積0.21平方公里，海拔高度322米，2001年人口445，人口密度每平方公里2,139.4人。